# Heimo Friedrich
Heimo Friedrich, född 11 juni 1911 i Oberösterreich, Österrike, död 17 mars 1987 i Natters, var en österrisk botaniker och specialist på kaktusväxter. Hans forskning var särskilt inriktad på sjöborrekaktussläktet (Echinopsis).
Auktorsnamnet H.Friedrich kan användas för Heimo Friedrich i samband med ett vetenskapligt namn inom botaniken; se Wikipediaartiklar som länkar till auktorsnamnet.